# The Patriot (1998)
The Patriot is een Amerikaanse actiefilm/thriller uit 1998 van regisseur Dean Semler. Het verhaal is gebaseerd op de roman The Last Canadian van William Heine. Steven Seagal speelt in de film de rol van vader Wesley McLaren.

## Verhaal
Rechter Tomkin raakt besmet met een hardnekkig virus, nadat hij een rechtszaak voorzit van een "amateur-terrorist". Als het virus ook de rest van de mensen in het stadje raakt, gaat Wesley McLaren Phd. (Steven Seagal) op onderzoek uit. Het een en ander leidt naar een geheime bunker van militairen, een geweldaddige ontvoering van zijn familielid, totdat hij beseft dat er maar een tegengif is: theeblaadjes.

## Rolverdeling
| Acteur                 | Personage           |
| ---------------------- | ------------------- |
| Steven Seagal          | Wesley McClaren     |
| Gailard Sartain        | Floyd Chisholm      |
| L.Q. Jones             | Frank               |
| Silas Weir Mitchell    | Pogue               |
| Camilla Belle          | Holly McClaren      |
| Dan Beene              | Richard Bach        |
| Damon Collazo          | Johnson             |
| Whitney Yellow Robe    | Ann White Cloud     |
| Brad Leland            | Bob "Big Bob"       |
| Molly McClure          | Molly               |
| Philip Winchester      |                     |
| Douglas Sebern         | Tomkins             |
| Ross Loney             | Clem                |
| Bernard O'Connor       | Tom Hergot          |
| Leonard Mountain Chief | grootvader McClaren |
| R.J. Burns             |                     |
| Robert Harvey          | Harvey              |
| Ron Andrews            |                     |
| Jeff Tillotson         | Benson              |
| Don Peterson           | soldaat             |
| Cory Brown             | soldaat             |
| Tom Vanek              |                     |
| Scott Wetsel           | FBI Agent           |
| Dillinger Steele       | US Marshal          |
| Gene E. Carlstrom      |                     |
| Ayako Fujitani         | assistent           |
| Kelcie Beene           |                     |
| Callie Strozzi         |                     |
| Stephen Jensen         |                     |